# Eckart Sonnleitner

Eckart Sonnleitner

Eckart Sonnleitner (* 26. Februar 1963 in Lasberg) ist ein österreichischer Maler.

## Leben
Eckart Sonnleitner absolvierte die Höhere Bundeslehranstalt für Tiefbau, studierte anschließend Bildnerische Erziehung in Linz sowie Philosophie, Psychologie und Pädagogik in Salzburg. Die Meisterklasse Malerei und Grafik an der Hochschule für Gestaltung Linz schloss er 1994 mit Auszeichnung ab.
Seit 1994 ist Eckart Sonnleitner freischaffender Maler. Dabei spezialisiert er sich auf das Motiv Köpfe und verwendet die unterschiedlichsten Materialien wie Öl, Eitempera, Holzschnitt und andere. „In überzeugender Weise realisieren diese „Köpfe“ (…) auch ein nachvollziehbares, persönliches Verständnis von Wirklichkeit. Eckart Sonnleitners Arbeiten zeigen unbändigen Gestaltungswillen und große formale Kraft und bilden Schritt für Schritt ein variantenreich durchspieltes Bildgefüge.“
Seit 1999 arbeitet Sonnleitner als künstlerischer Betreuer im Bereich Videofilm/Trickfilm einer Sozialeinrichtung für psychisch kranke Menschen und lehrt er an einem Institut in Kefermarkt (Oberösterreich) Bildkomposition und Kunstgeschichte.
Der Künstler lebt und arbeitet in Linz. Seine Werke sind im Besitz öffentlicher und privater Sammlungen.

## Künstlerischer Arbeitsbereich

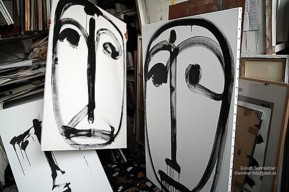
Im Atelier (Foto: Reinhard Winkler)

- 1994–1999: Verschiedene Aspekte der Landschaft bis zur Farb-Flächen-Abstraktion
- Seit 2000: Intensive Arbeit an der Werkserie „KÖPFE“ in Öl und verschiedene Mischtechniken auf Papier
- Seit 2000: Videoarbeiten vorwiegend im Trickfilmbereich:
  - 2000: „Wandlung“
  - 2000/2001: „The Way of Life“ (ein Projekt mit psychisch Kranken)
  - 2002: „Drama“
  - 2003: „stills“
- 2003: Weiterführung der Köpfethematik in Drucktechniken, v. a. Holzschnitt
- 2004: Nach einem Zen-Sesshin verstärkter Einsatz der Tuschemalerei
- 2007/08: Einsatz von Eitempera, großformatigere Bilder

## Einzelausstellungen und Ausstellungsbeteiligungen (Auswahl)
- 1989 Flughafen Linz
- 1992 Galerie Hämmerle, Götzis
- 1994 Wege zum Bildwerk II, Stift Seitenstetten
- 1995 JETZT – Fünfzig Jahre danach, Landesmuseum Linz
- 1998 Landschaften, Galerie der Berufsvereinigung Bildenden Künstler OÖ., Linz
- 1999 Druckgrafikausstellung in der Galerie der Berufsvereinigung Bildenden Künstler OÖ.
- 2001 Köpfe, moviemento art galerie, Linz
- 2001 first view, Galerie Paradigma, Linz;
- 2001 Köpfe; Der letzte 5000er, Berufsvereinigung Bildender Künstler OÖ., Linz
- 2002 Kurator der Jahresausstellung Sonntags um Halbzehn, Berufsvereinigung Bildender Künstler OÖ.
- 2003 Köpfe, Galerie Eder, Linz
- 2007 Sein, Galerie der Berufsvereinigung der Bildenden Künstler OÖ.
- 2008 Betreuung der Ausstellung „Die Neuen“, Berufsvereinigung der Bildenden Künstler OÖ.
- 2008 Tür an Tür, Nordico, Linz
- 2014 Malerei & Kalligrafie Galerie Forum Wels

## Weblink
- Homepage von Eckart Sonnleitner